# Thunderbirds (videogioco 1989)
Thunderbirds è un videogioco di avventura dinamica pubblicato nel 1989 per gli home computer Amiga, Amstrad CPC, Atari ST, Commodore 64, MSX e ZX Spectrum dall'editrice britannica Grandslam Entertainments. È il secondo videogioco tratto dalla serie televisiva di fantascienza Thunderbirds, realizzata negli anni '60 con marionette. Non ha legami con il precedente Thunderbirds (1985), né con altri giochi successivi.
I giudizi della critica furono di solito buoni o discreti su tutte le piattaforme.

## Trama
È il 2063 e, come nella serie televisiva, i personaggi fanno parte di un'organizzazione segreta che compie missioni di soccorso in tutto il mondo. I veicoli fantascientifici Thunderbird di cui è dotata l'organizzazione compaiono a scopo decorativo, ma l'azione di gioco si svolge a piedi. Diversi personaggi della squadra, due alla volta, devono affrontare quattro missioni:
1. (Brains e Alan) salvare due minatori intrappolati in una miniera che si sta allagando;
2. (Gordon e Alan) salvare, agendo dal suo interno, un sottomarino nucleare che è stato sabotato;
3. (Penelope e Parker) sottrarre di nascosto documenti segreti custoditi in una banca, per ottenere informazioni sui responsabili dell'incidente;
4. (Virgil e Scott) all'interno della base segreta di Hood, storico nemico della squadra, disarmare il missile con il quale sta minacciando Londra.

## Modalità di gioco
Il gioco è costituito da quattro missioni di difficoltà crescente. In ogni missione si controllano due diversi agenti della squadra in un vasto ambiente multischermo da esplorare. I due agiscono uno alla volta in modo indipendente, a volte anche iniziando da luoghi diversi dello scenario; si può passare in ogni momento da un personaggio all'altro premendo un tasto. Ogni scenario è bidimensionale, con visuale laterale, suddiviso in molte stanze collegate in orizzontale o in verticale.
Ogni agente può camminare a destra e sinistra sul pavimento della stanza e spostarsi alle stanze sugli altri piani con scale verticali e ascensori. Può portare con sé al massimo due oggetti alla volta, che si dovranno selezionare e usare nei luoghi opportuni per ottenere effetti che consentono di progredire nell'avventura. Prima dell'inizio di ogni missione si scelgono due oggetti per ciascun agente, presi da una dotazione di 6 oggetti possibili, diversa per ogni missione. Altri oggetti si potranno ottenere e scambiare durante la missione.
La parte superiore del video è un pannello informativo, ampio quasi come metà schermo, che mostra i ritratti dei due agenti, ciascuno con la propria barra dell'energia e le icone dei due oggetti trasportati. Una linea di testo scorrevole in inglese dà le informazioni rilevanti sugli eventi o, su richiesta, una descrizione degli oggetti.
Il gioco termina con la sconfitta se uno dei due agenti esaurisce l'energia, che si riduce al contatto con determinati pericoli, oppure se si finisce il tempo a disposizione. Quando si completa con successo una missione si ottiene un codice segreto che permette di cominciare le partite dal livello successivo.

## Colonna sonora
La colonna sonora è un adattamento della sigla della serie televisiva. Sullo ZX Spectrum è presente solo nei modelli con 128k di memoria.
Le edizioni originali di Thunderbirds includono anche una musicassetta a parte contenente la sigla della serie televisiva, un brano strumentale composto da Barry Gray.